# Episodi de L'arca del dottor Bayer (quinta stagione)
La quinta stagione della serie televisiva L'arca del dottor Bayer è stata trasmessa in anteprima in Germania dalla ZDF tra il 17 ottobre 1989 e il 19 dicembre 1989.
| nº | Titolo originale                    | Titolo italiano | Prima TV Germania | Prima TV Italia |
| -- | ----------------------------------- | --------------- | ----------------- | --------------- |
| 1  | Das geteilte Peterle                |                 | 17 ottobre 1989   |                 |
| 2  | Der Sonntagsjäger                   |                 | 24 ottobre 1989   |                 |
| 3  | Richie und Robby                    |                 | 31 ottobre 1989   |                 |
| 4  | Peggys Double                       |                 | 7 novembre 1989   |                 |
| 5  | Sebastian und der Schwan            |                 | 14 novembre 1989  |                 |
| 6  | Max der Marder                      |                 | 21 novembre 1989  |                 |
| 7  | Wilddiebe                           |                 | 28 novembre 1989  |                 |
| 8  | Schütze und Fisch                   |                 | 5 dicembre 1989   |                 |
| 9  | Wie Hund und Katz'                  |                 | 12 dicembre 1989  |                 |
| 10 | Tante Martha und der kleine Elefant |                 | 19 dicembre 1989  |                 |